# Добрин Добрев (офицер)
Вижте пояснителната страница за други личности с името Добрин Добрев.
Генерал-лейтенант Добрин Димитров Добрев, с фамилно име по рождение Димитров, е заслужил летец на НР България, виден военен деец (заместник-началник на Щаба на ОВС на ОВД, на Генералния щаб на БНА и на Гражданската отбрана), военен летец-инструктор, активен участник в комунистическото движение и във Втората световна война, Почетен гражданин на гр. Витебск.

## Биография
Ранно детство. Роден е в Сливен на 29 юни 1923 г. в комунистическо семейство – Димитър Димитров и Екатерина Панайотова. През 1925 г. баща му Димитър, поради комунистическите си убеждения и след постъпването си в Сливенската партизанска чета на Владимир Зографов (Филип), излиза в нелегалност. Същата година той бива осъден задочно на смърт и трябва да напусне незабавно страната. След получаване на временно убежище в Турция, той успява да емигрира в СССР, където се присъединява в редиците на Червената армия като офицер. След по-малко от година, съпругата Екатерина с двугодишния им син Добрин успяват да заминат за Германия, откъдето с помощта на Коминтерна се прехвърлят при Димитър в СССР.

## Участие във Втората световна война
Началото на Втората Световна Война и нападението на Германия над СССР заварва младия Добрин Димитров в Котовск, Тамбовска област, където завършва Училище № 1 през юни 1941 г. Едва навършил 17 години се записва доброволно в редиците на Партизанското движение и преминава през специализирано училище за работа в тила на германците (школа №2 в Москва) в окупираните от тях съветски територии. През април 1942 г. получава заповед да прекоси фронтовата линия с Първа Беларуска партизанска бригада и партизанска бригада „Смърт на фашизма“. До юли 1942 г. се занимава с минно-диверсионна дейност по пътищата и железопътните линии, възпрепятствайки навлизането на немски войски в Област Витебск. Награден е в Кремъл за изпълнение на задачите си.
Тогава идва повиквателна от Москва, с ново задание от щаба на партизанското движение. Следва прехвърляне от другата страна на фронтовата линия и продължаване борбата срещу врага. През март 1943 г. след успешно провеждане на операциите подривната група се завръща. В Кремъл на Д. Димитров и неговите другари са връчени награди. След второто нахлуване в задния тил на врага, Добрин бива насочен към командването на Военновъздушните сили на Червената армия. През ноември 1944 г. завършва Тамбовското военно авиационно училище и е произведен във военно звание младши лейтенант от РККА.
За цялостния си принос в борбата си за освобождаване на Беларус от немската окупация, Добрин Димитров е удостоен през 1988 г. със званието Почетен гражданин на град Витебск.

## Завръщане в България и принос за развитието на ВВС
Добрин Димитров Добрев заема важно място в основополагането и последващата модернизация на родната авиация след края на Втората Световна война. След завръщането си в България на 12 април 1945 г. Добрев работи в Пловдив като инструктор за подготовка на пилоти от щурмовата авиация на самолет „Ил-2“ в дванадесети щурмови авиополк. Там последователно е командир на звено и командир на ескадрила. При оформянето на документите за служба в Българската народна армия обаче е допусната грешка и в удостоверението му за самоличност е записан с фамилно име Добрев, откъдето често идва и разминаването с фамилията му по рождение – Димитров. През следващите години е приет да учи във Военната академия „Г. С. Раковски“ (1947 – 1950), след завършването на която е назначен е за началник на Оперативния отдел на щаба на ВВС (1950). От 1950 г. е временен командир на Пета щурмова авиодивизия, а от 1952 г. е постоянен командир на дивизията. От 1955 г. е командир на четвърта изтребителна авиационна дивизия.
Между 1953 и 1955 г. учи в Академията на Генералния щаб „Климент Ворошилов“ в Москва, която завършва със златен медал. От 1957 до 1958 г. е командир на изтребителна дивизия. След това е заместник-командващ (1958 – 1959) и командващ (1959 – 1963) ПВО и ВВС на БНА. През май 1959 г. е удостоен със званието генерал-майор, а от 1963 г. е генерал-лейтенант.
В спомените на няколко поколения български авиатори, генерал-лейтенант Добрин Димитров остава като една от главните личности, допринесли за строителството на съвременните Военновъздушни сили в страната. В периода на неговото командване българската военна авиция достига върха в своето развитие.
От 1963 до 1972 г. служи в щаба на Обединените въоръжени сили на Организацията на Варшавския договор като представител на ГЩ на БНА, където по-късно става и заместник-началник на щаба.
Между 1972 и 1977 г. е заместник-началник на Генералния щаб на БНА и секретар на Държавната комисия по отбрана. През 1977 г. е назначен за заместник-началник на Гражданската отбрана на НРБ.

## Образование
- Томбовска военна авиационна школа – (до 1944)
- Военна академия „Г.С.Раковски“ (1947 – 1950)
- Академията на Генералния щаб на армията на СССР (1953 – 1955)

## Военни звания
- младши лейтенант (РККА), 1944 г.
- генерал-майор (БНА), май 1959 г.
- генерал-лейтенант (БНА), 1963 г.